# Berberis poluninii
Berberis poluninii är en berberisväxtart som beskrevs av Ahrendt. Berberis poluninii ingår i släktet berberisar, och familjen berberisväxter. Inga underarter finns listade i Catalogue of Life.